# Le Neptune François

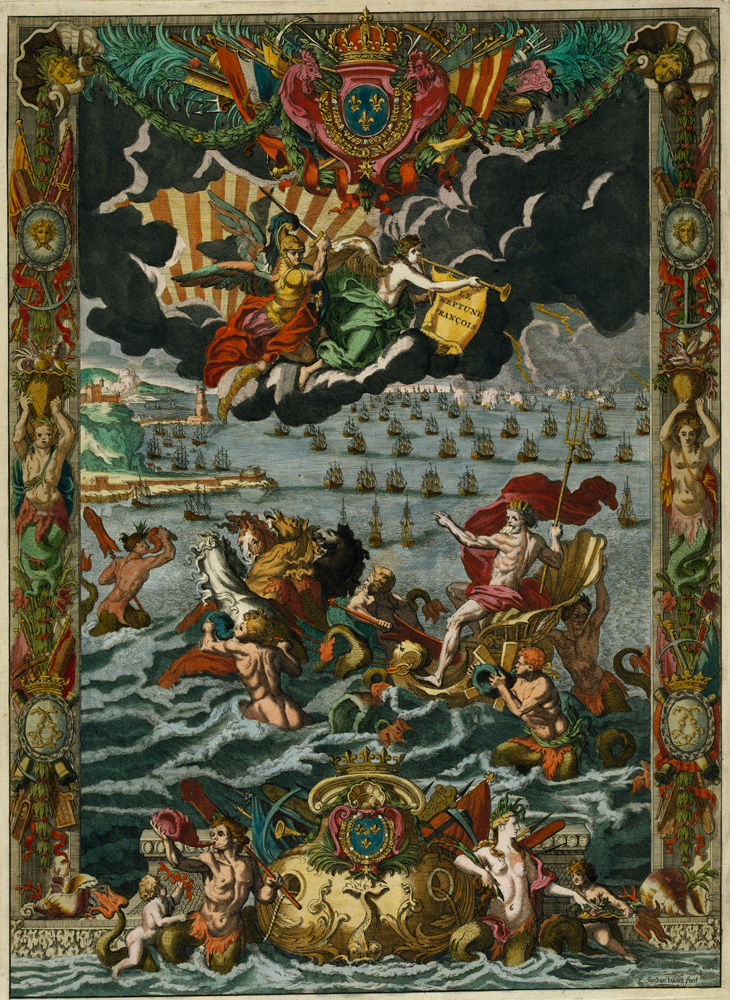
Фронтиспіс Яна ван Віанена до першої частини амстердамського «Le Neptune françois…»

Le Neptune François (фр. Le Neptune François Ou Atlas Nouveau Des Cartes Marines: Levées Et Gravées Par Ordre Exprés Du Roy. Pour L'Usage De Ses Armées De Mer.) — морський географічний атлас, виданий французьким картографом і видавцем Алексісом Юбером Жайо та голландським гравером і видавцем французького походження П'єром Мортьє (Pieter, Pierre Mortier, 1661—1711), що містив детальну інформацію про моря і узбережжя світу та технічні характеристики засобів судноплавства.
Створений на замовлення короля Франції Людовика XIV для практичного використання військово-морськими силами. Виданий у 1693 (дві частини) та у 1700 (третя частина). Містить 108 морських та прибережних мап, таблиць і зображень.

## Історія створення
У 1693 р. Юбер Жайо в Парижі та П'єр Мортьє в Амстердамі видають найвишуканіший та найдорожчий атлас XVII ст. — Морський атлас фр. «Le Neptune François Ou Atlas Nouveau Des Cartes Marines: Levées Et Gravées Par Ordre Exprés Du Roy. Pour L'Usage De Ses Armées De Mer.», — нід. «De Fransche Neptunus, of nieuwe atlas van de zeekaarten, opgenomen en gegraveerd door uitdrukkelyke order des konings, tot het gebruik van zyne zeemachten», («Французький Нептун, або Новий атлас морських карт, складений та відгравірований за терміновим розпорядженням Короля для використання своїми військово-морськими силами»)
Атлас був замовлений головним міністром Людовика XIV Жаном-Батистом Кольбером після франко-голландської війни. Війна довела, що Франції потрібно отримати морську перевагу над голландцями, і найкращим способом для цього було б мати якісні військово-морські мапи. Кольбер доручив провідним науковцям Королівської Академії наук, зокрема математику Йозефу Соверу (Joseph Sauver, 1653—1716), астрономам Джованні Доменіко Кассіні, Жану Пікару та Філіпу де Ла Іре (Philippe de La Hire, 1640—1718), гідрографу Жану Матьє де Шазелю (Jean Mathieu de Chazelles, 1657—1710) та гідрографічним інженерам ВМС провести навігаційні та геодезичні вимірювання для створення якісних мап. Привілей на створення атласу був наданий 27 грудня 1691 року королівському інженеру-географу Шарлю Пèне 8-му (Charles Pène8eme, 16.-17.?).
У паризькому та амстердамському виданнях Атласу, які суттєво відрізняються одне від одного, поряд з мапами європейських морських узбереж від Норвегії до Гібралтару та світових морів, окремі з яких сягають розмірів від 58,5 х 139 до 63 х 142,5 см, у гравіруванні Клода Огюста Берейя (Claude Auguste Berey, 1651—1732), Н. Шапото (N. Chapotot, 16..-1708), П'єра Лепатре (Pierre Lepautre (1652—1716), Ромейна де Гоге\Гооге\ (Romeyn de Hooghe, 1645—1708) з картушами Жана Берена, містяться розкішні ритини вітрильних кораблів роботи Яна ван Віанена (Jan Van Vianen, 1660—1726).
У грудні 2013 року на аукціоні Christie's примірник «Le Neptune François» був проданий за 112 500 доларів.
Жак-Нікола Беллін у 1753 році переробив Атлас та видав його під назвою «Le Neptune François, ou Receuil des Cartes Marines. Levées et Gravées par Ordre du Roi» («Французький Нептун або Збірник морських мап, складених та відгравірованих за наказом короля») у форматі «фоліо».

## Опис амстердамського видання«Le Neptune François»
Атлас складається з трьох частин. Перші дві частини були уперше опубліковані П'єром Мортьє у 1693 році, третя була видана ним у 1700.
Перша частина «Le neptune François» містить 12 ритин військово-морських кораблів та 31 детальну морську мапу в проєкції Меркатора від узбережжя Балтії до Португалії. До видання долучені мапа світу та мапа Атлантичного узбережжя Європи формату «фоліо».
До другої частини «Cartes marines a l'usage des armées du Roy de la Grande Bretagne» («Морські мапи для використання армій короля Великої Британії») увійшли дев'ять мап з картушами Ромейна де Гоге\Гооге\. Мапи виготовлені на замовлення Вільгельма III Оранського, який потребував точної інформації про узбережжя Ла-Манша та Середземномор'я для реалізації своїх планів війни проти Людовика XIV.
Третя частина «Suite du neptune François» («Продовження Neptune François») видана у 1700 році і містить 19 ритин військово-морських кораблів та 37 морських і прибережних мап, з яких 20 охоплюють узбережжя Африки, 5 — Азії та 11 — Америки. До видання долучені 2 мапи світу формату «фоліо».

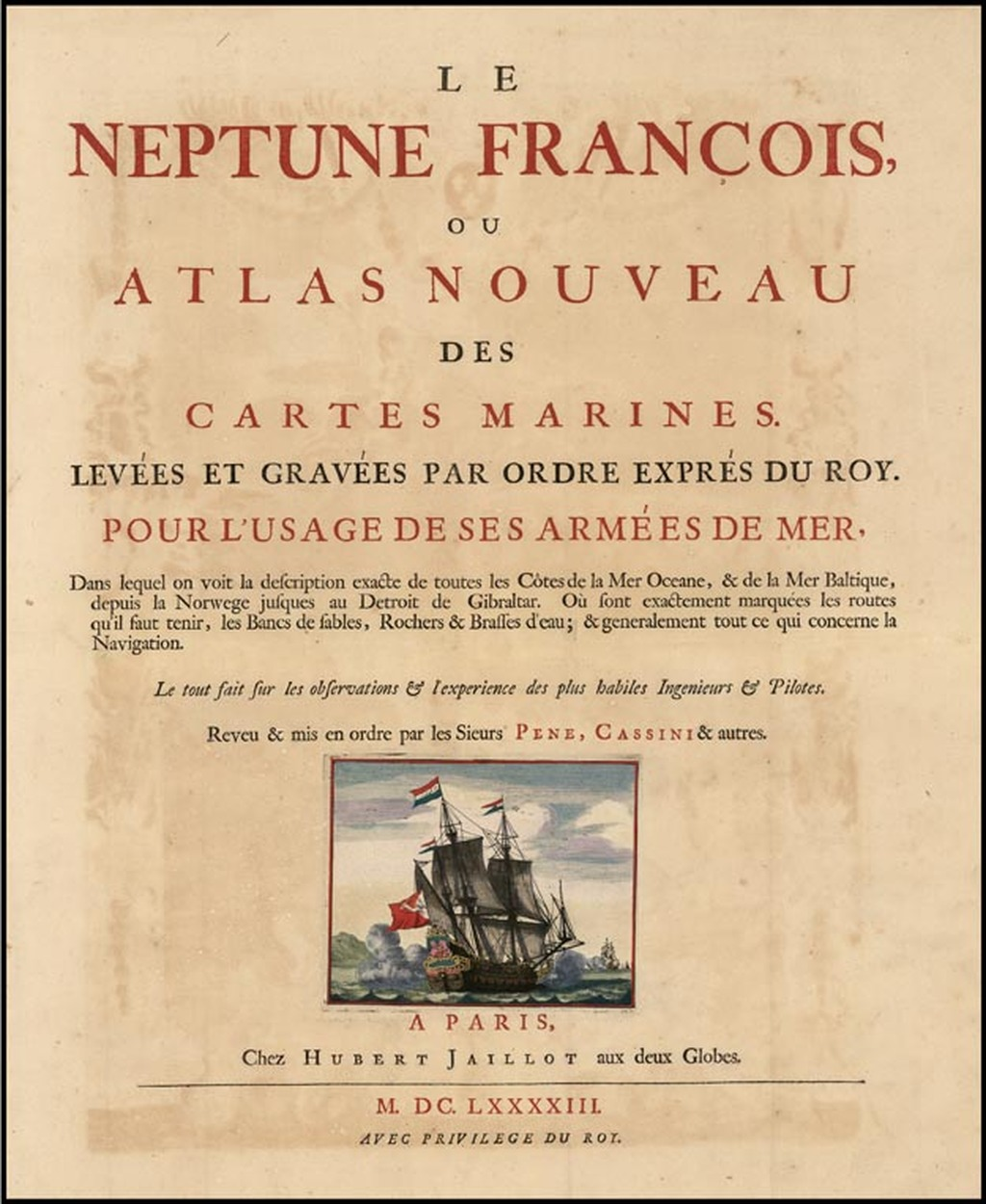
Титульний аркуш паризького видання
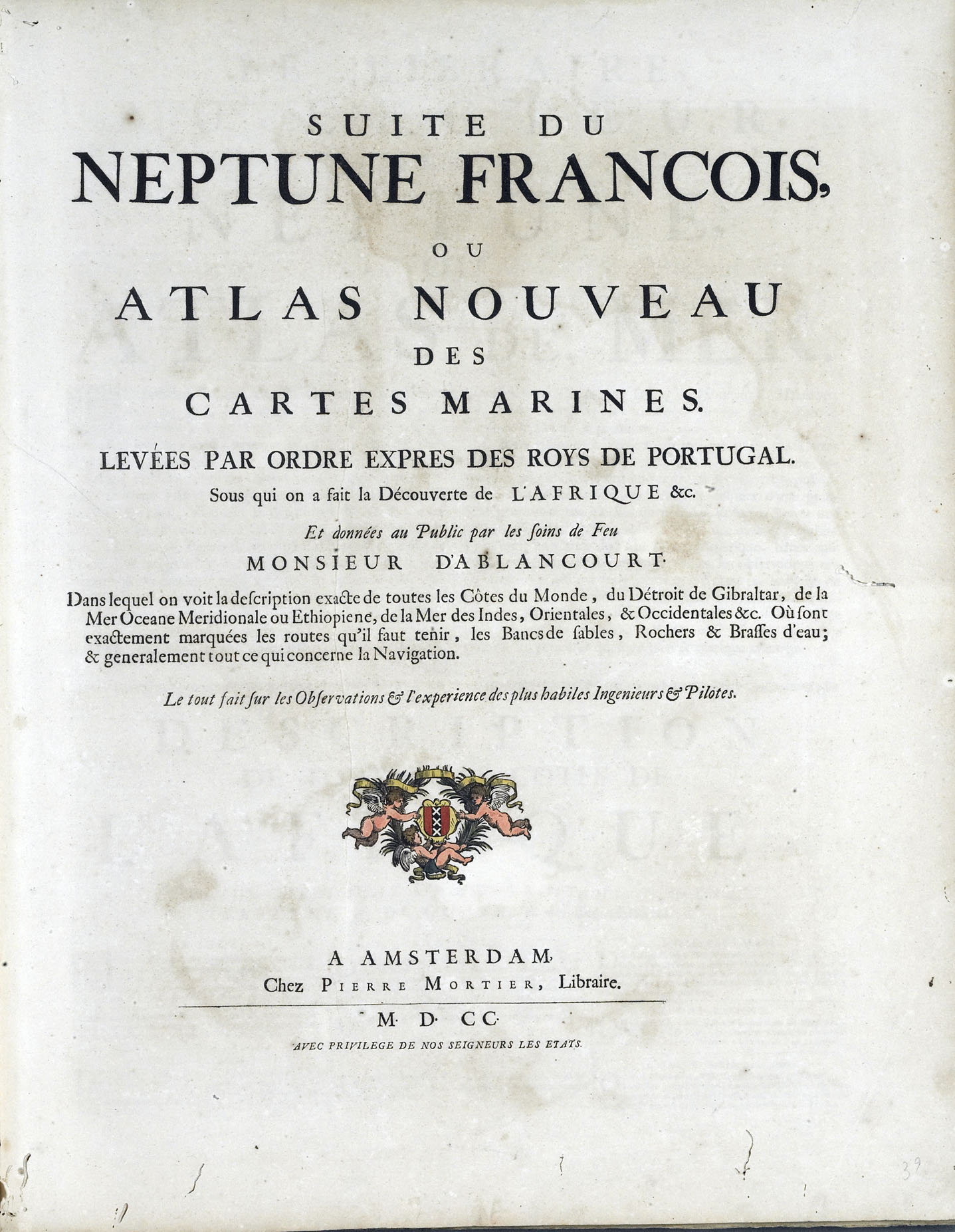
Титульний аркуш третьої частини амстердамського видання
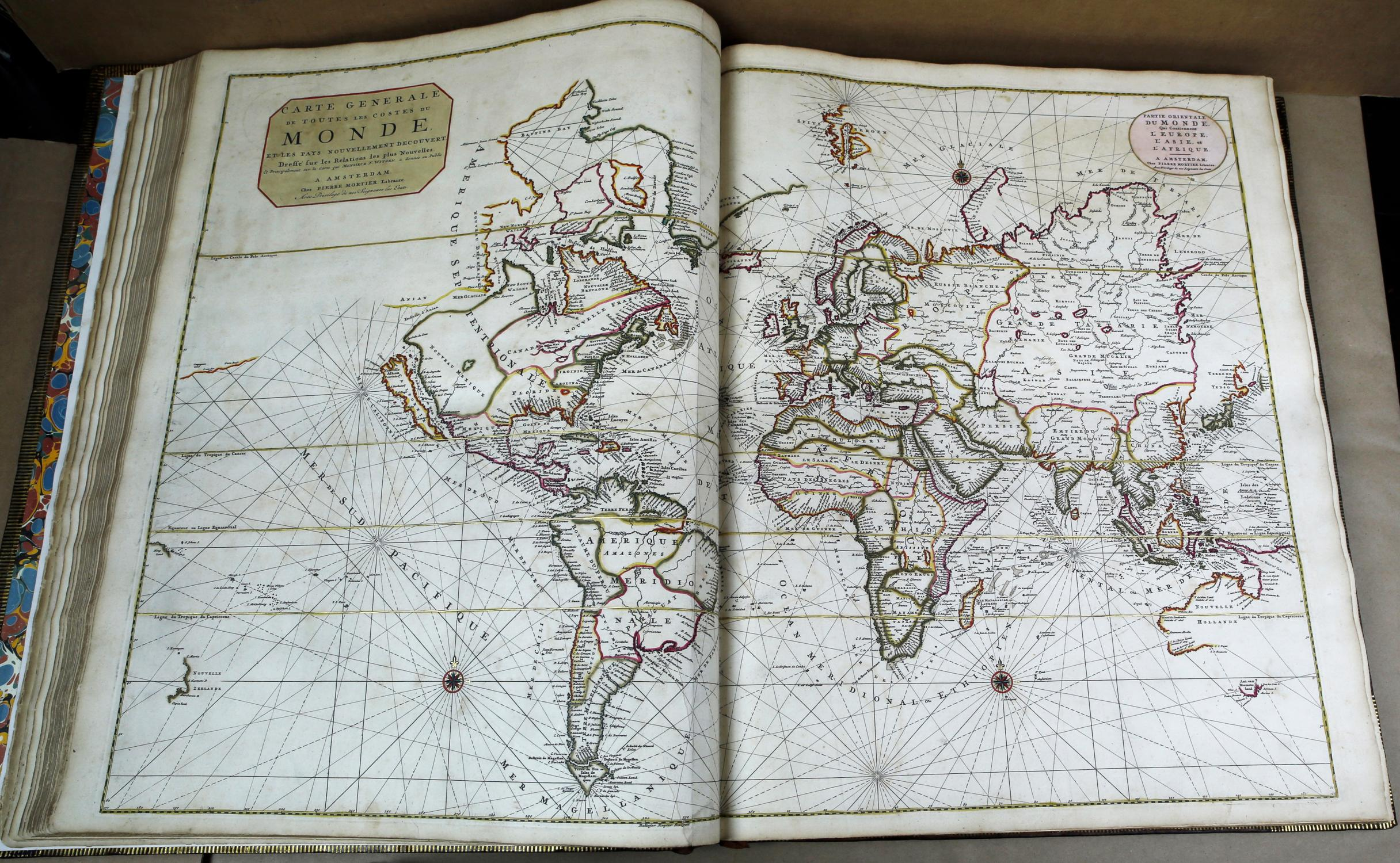
Амстердамське видання «Le Neptune françois...»
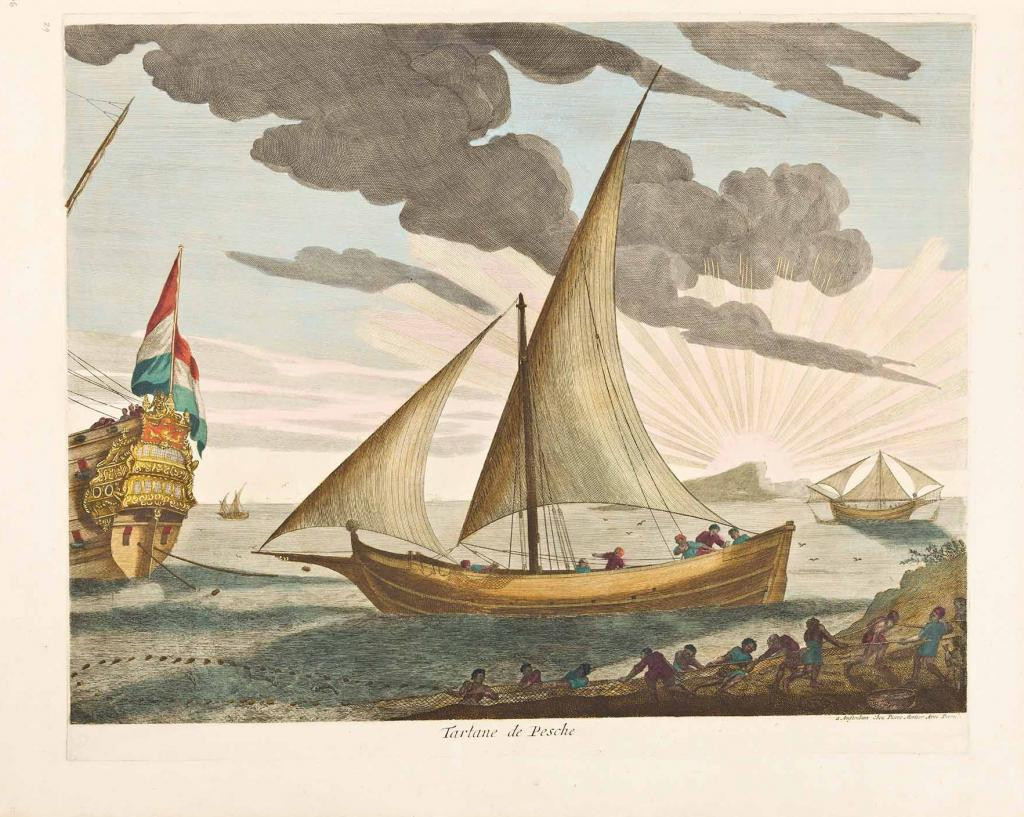
ТАРТАН. Ритина з амстердамського видання  «Le Neptune françois...»
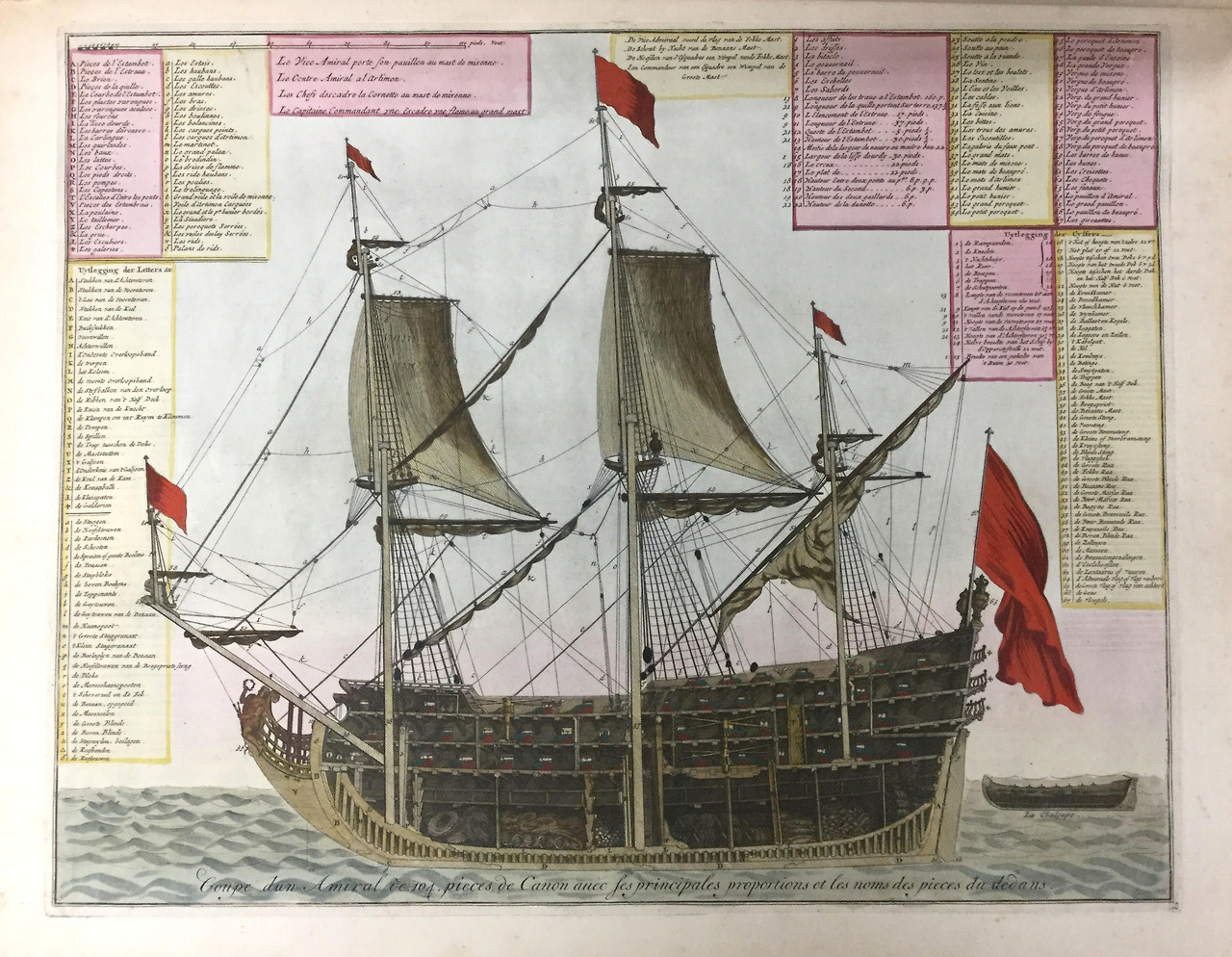
План військового судна з «Le Neptune françois...»
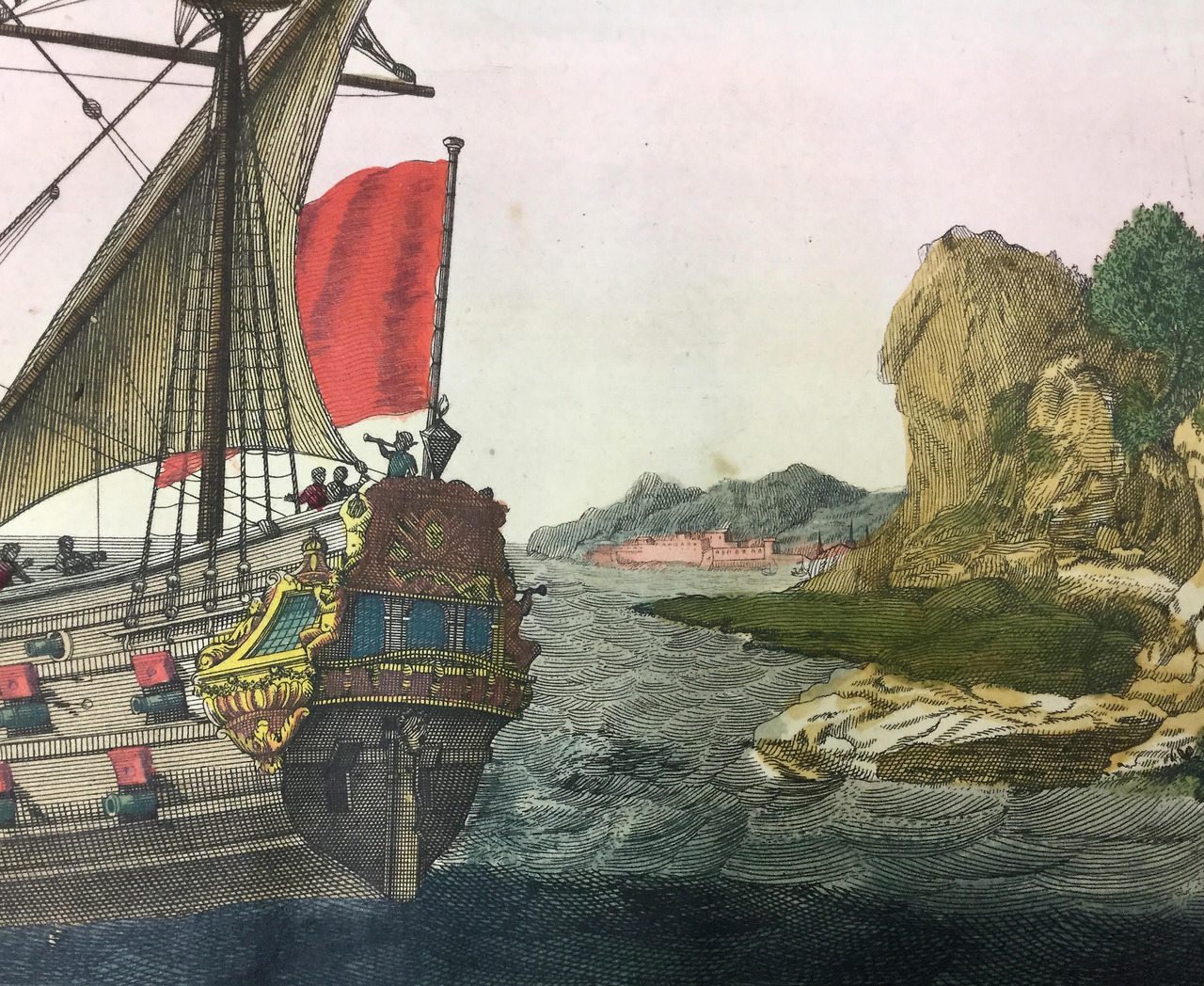
Ритина з «Le Neptune françois...»
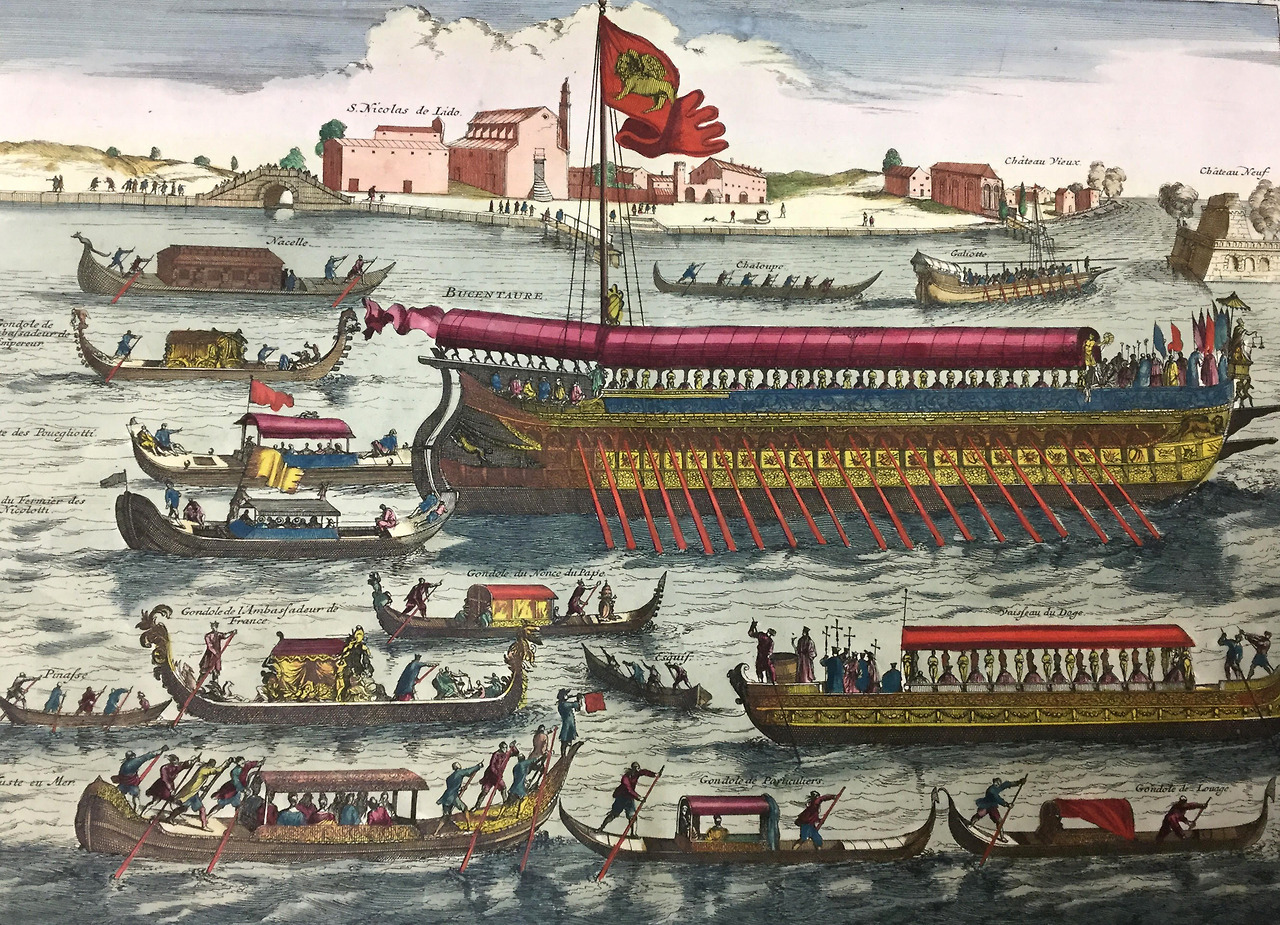
Ритина з «Le Neptune françois...»
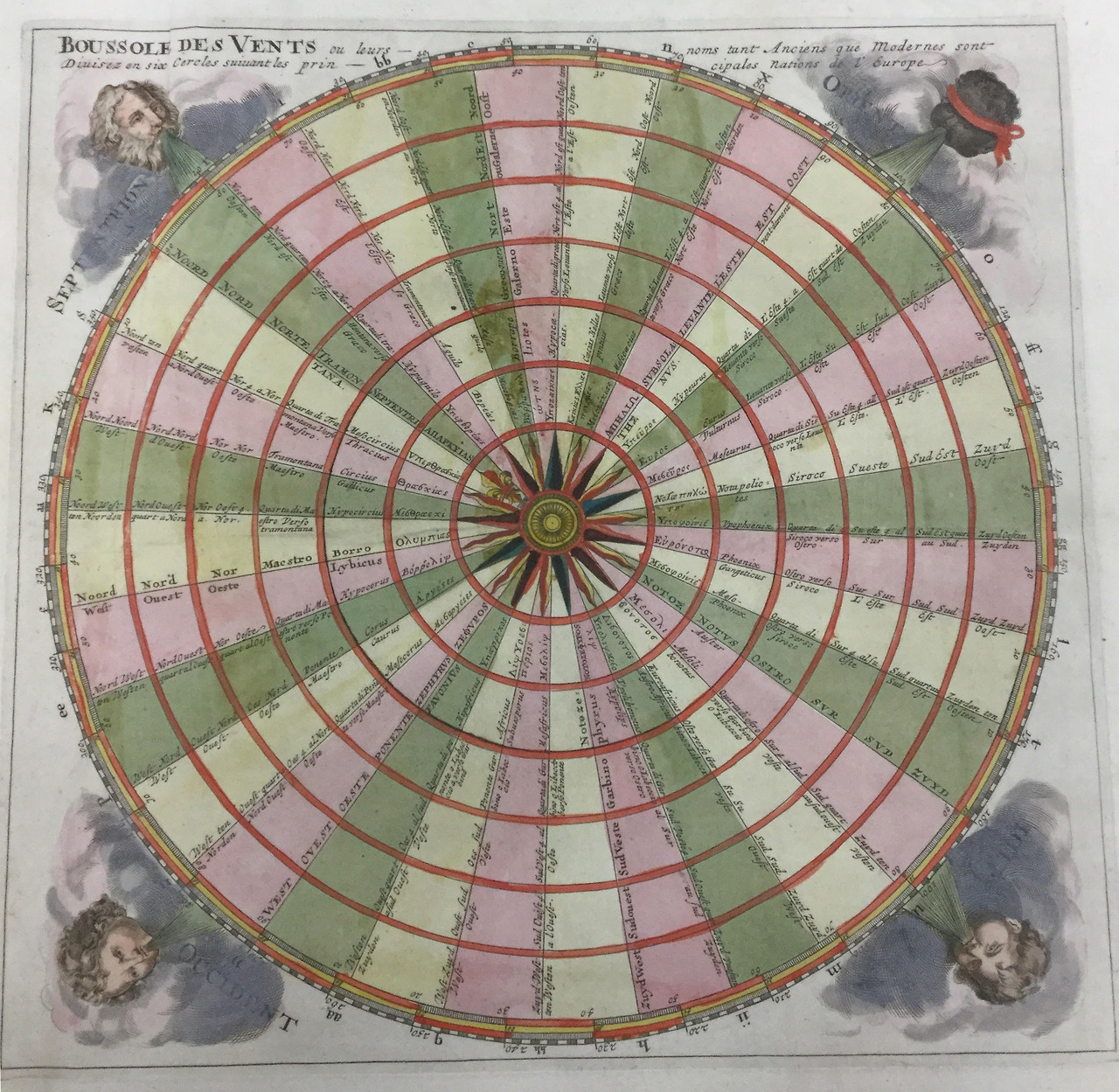
Компас вітрів з третьої частини амстердамського «Le Neptune françois...»
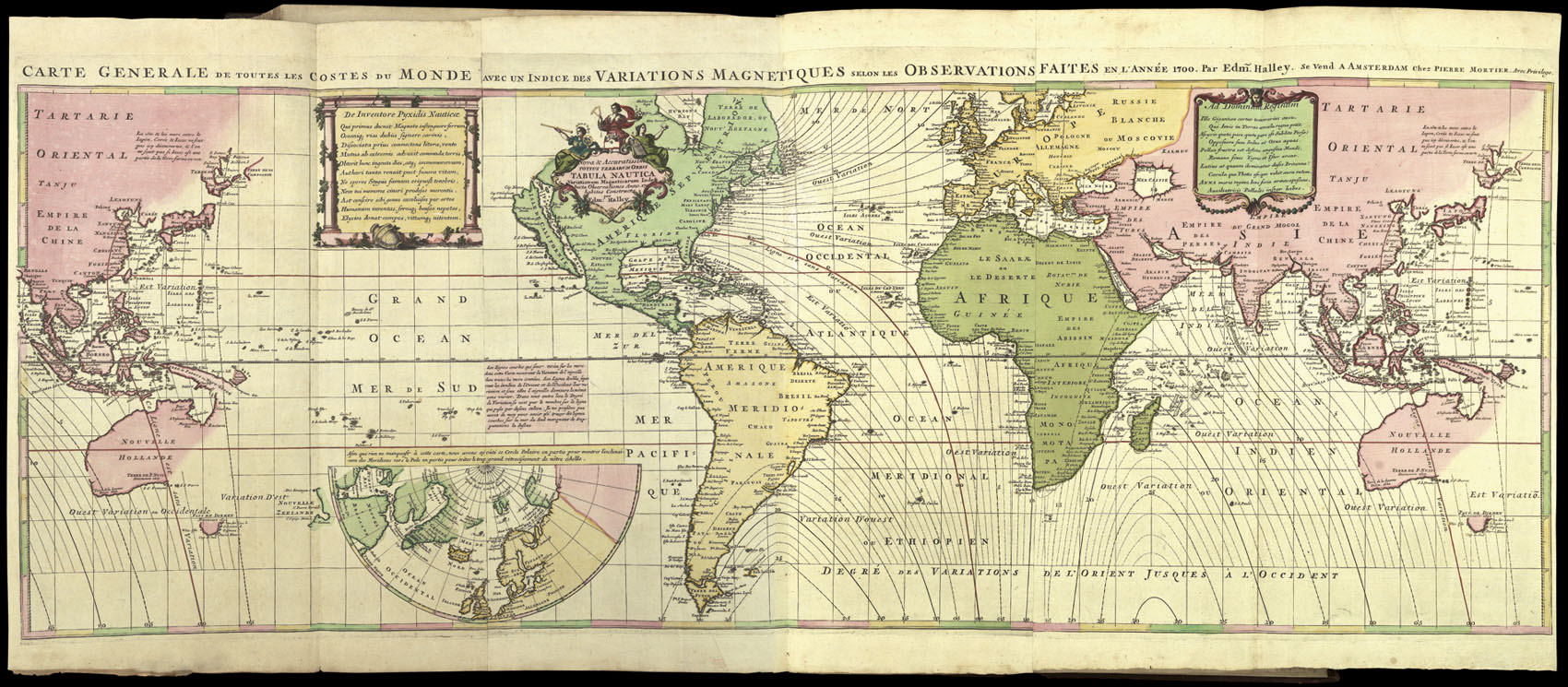
Мапа світу з третьої частини амстердамського видання «Le Neptune françois...»
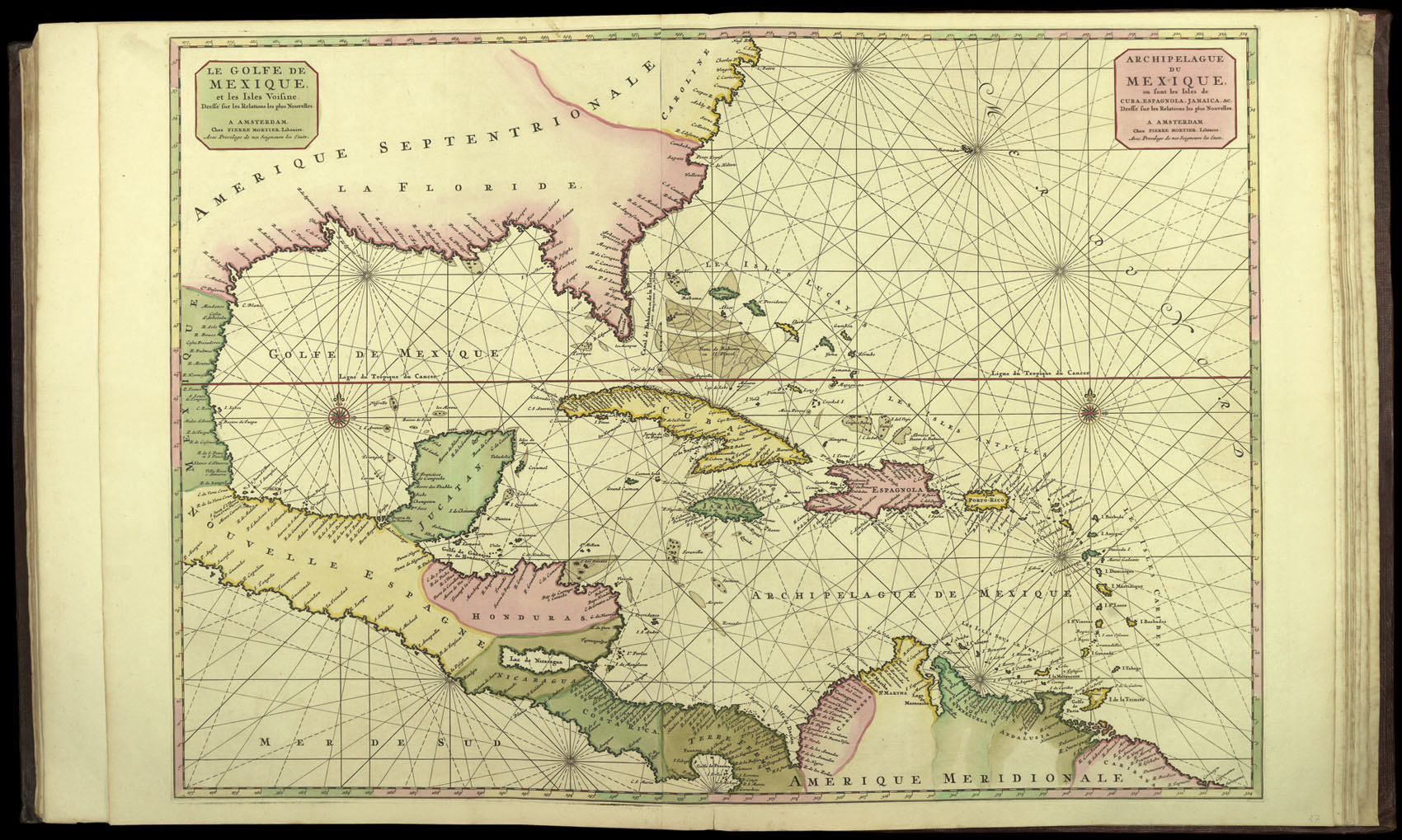
Вест-Індія з амстердамського видання
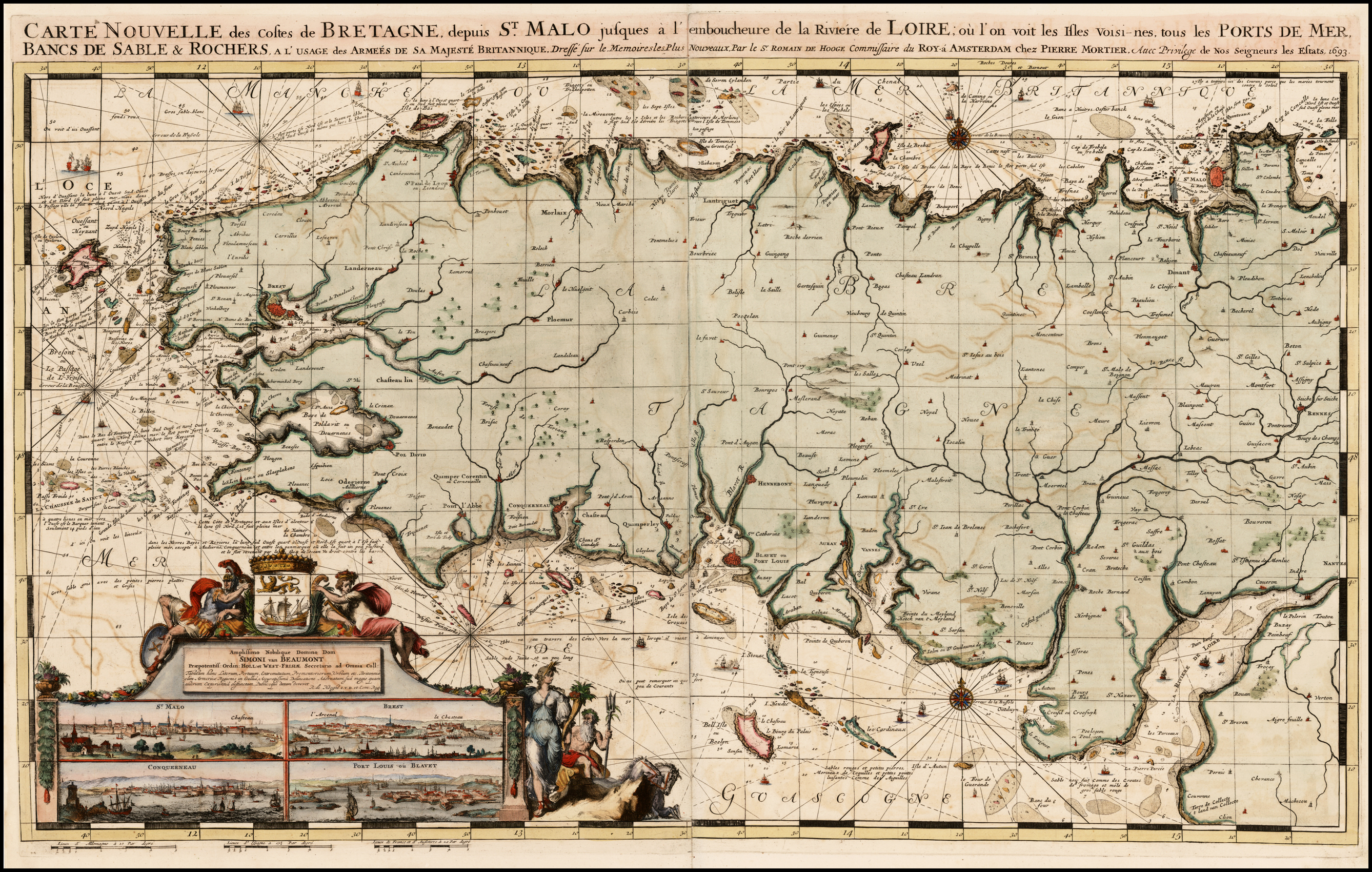
Мапа узбережжя Бретані з амстердамського «Le Neptune françois...»
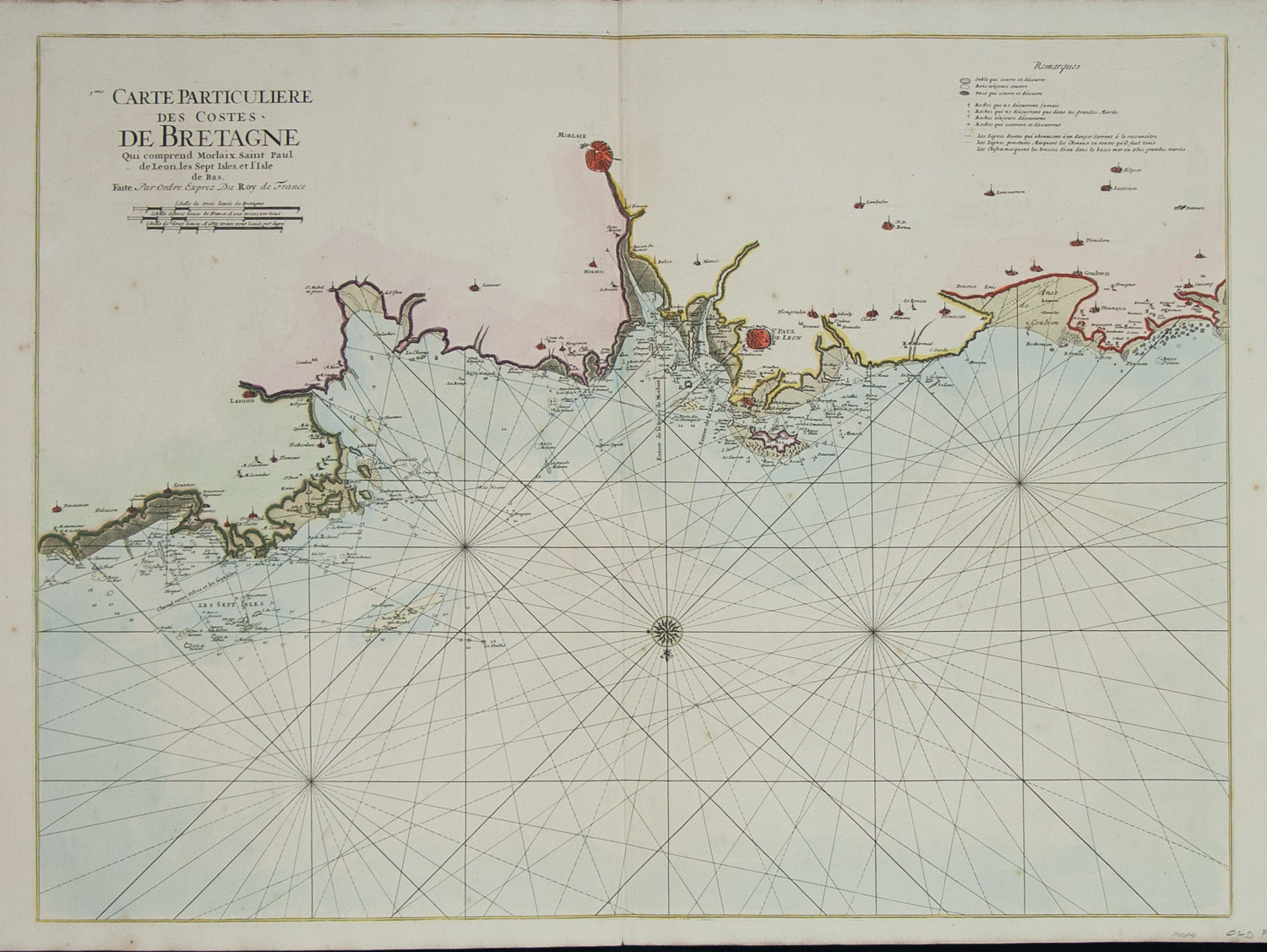
Мапа узбережжя Бретані роботи Шарля Пене 8-го з паризького «Le Neptune françois...»
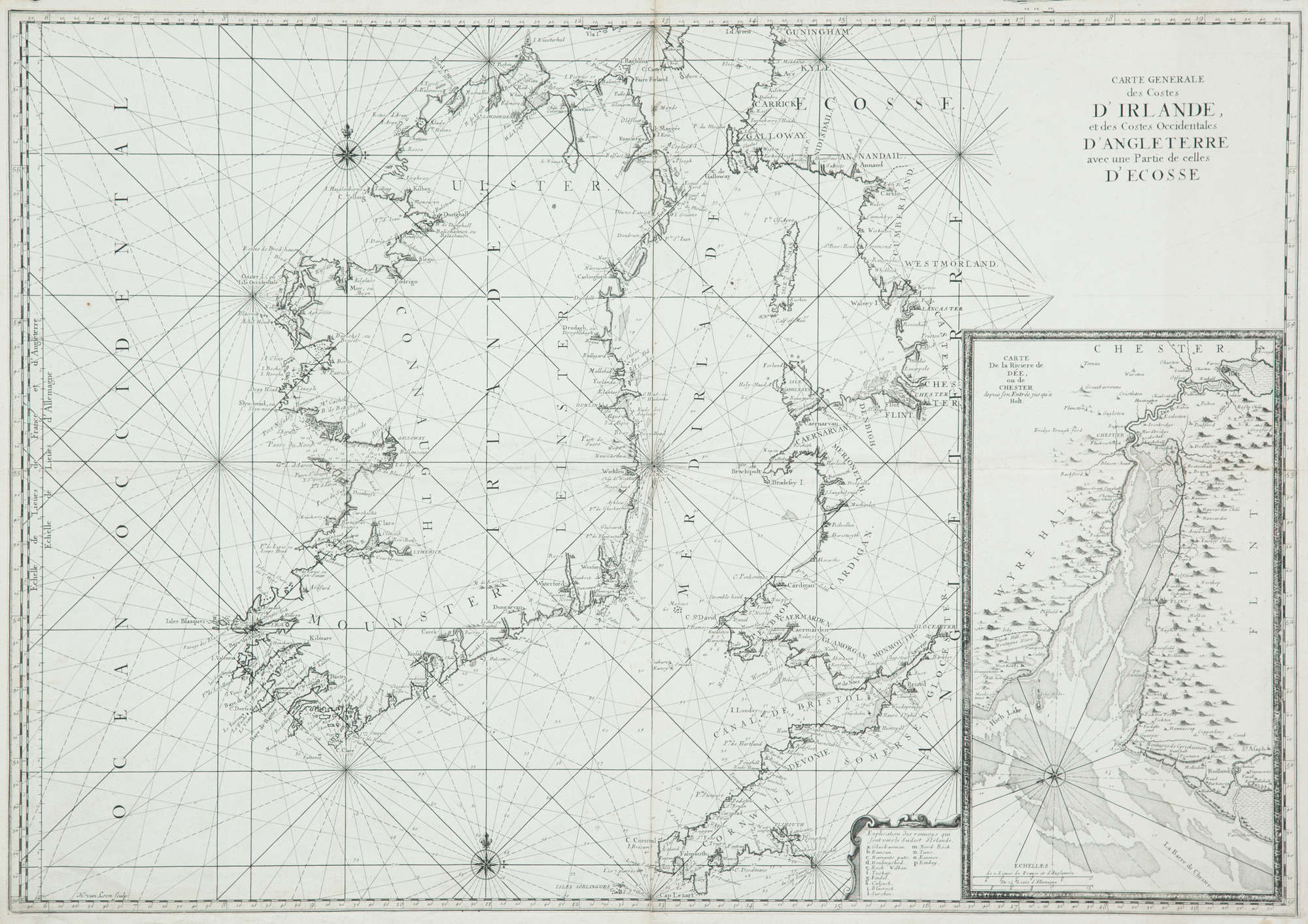
Мапа Північного моря з узбережжями Шотландії та Північної Ірландії роботи Шарля Пене 8-го з видання «Le Neptune françois...» 1753 року
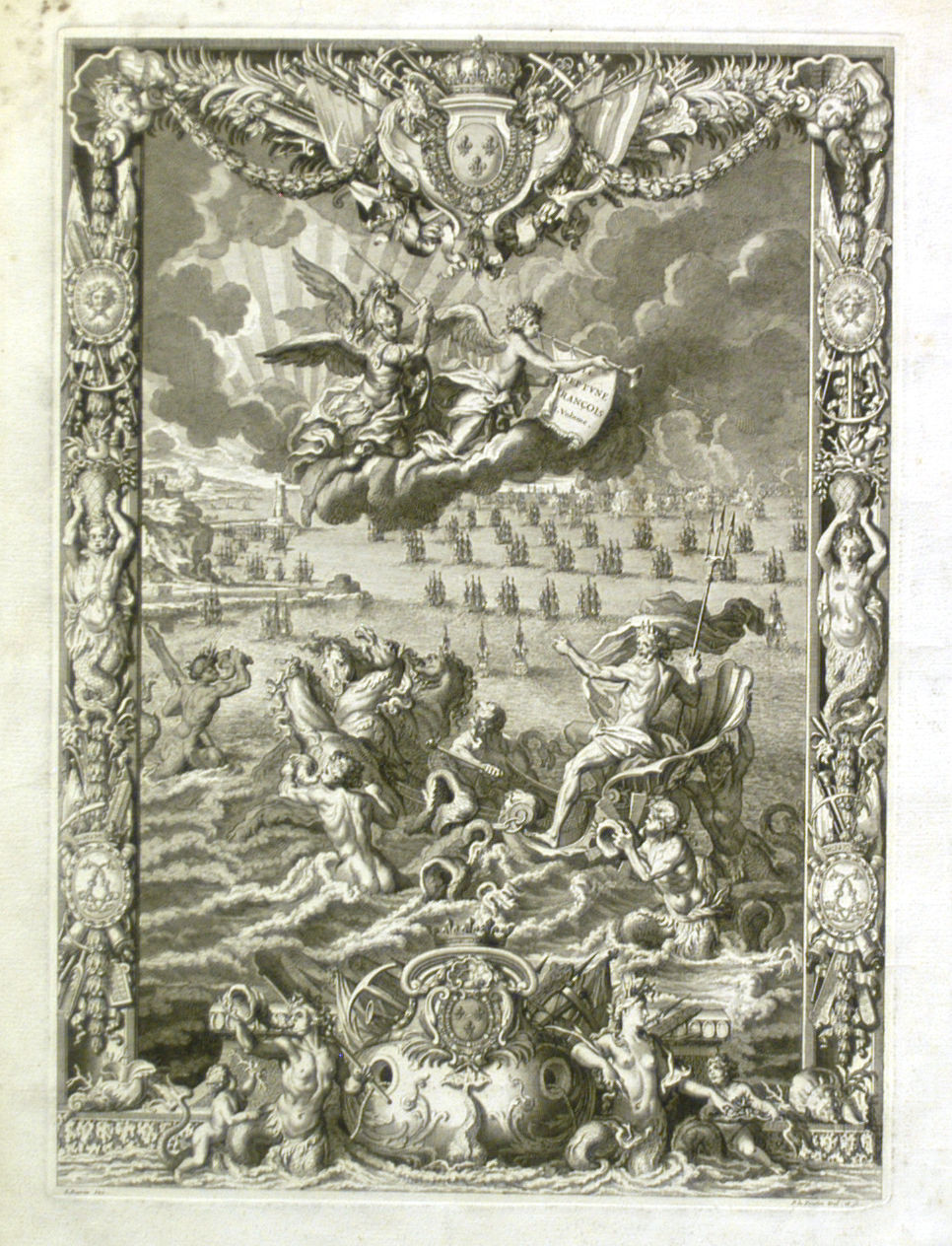
П'єр Лепатре. Фронтиспіс  до «Le Neptune françois...» Жака-Ніколи Белліна, 1753.